# Kielciella
Kielciella is een geslacht van uitgestorven kreeftachtigen uit de klasse van de Ostracoda (mosselkreeftjes).

## Soorten
- Kielciella arduennensis Adamczak & Coen, 1992 †
- Kielciella dorsi Adamczak, 1968 †
- Kielciella interrupta Weyant, 1975 †
- Kielciella parvula Rozhdestvenskaya, 1979 †
- Kielciella sulcata Abushik, 1980 †